# De bekeerlinge (opera)
De bekeerlinge (Engels: The Convert) is een opera van de Belgische componist Wim Henderickx, gebaseerd op het gelijknamige boek van auteur Stefan Hertmans.
De bekeerlinge vertelt het verhaal van een jonge moeder die in tijden van religieus geweld het slachtoffer wordt van een pogrom en tragisch ten onder gaat in haar zoektocht naar haar ontvoerde kinderen.

## Achtergrond
Enkele maanden nadat het boek De bekeerlinge van Stefan Hertmans in 2016 verscheen, kwam het werk onder de ogen van Wim Henderickx. “In twee dagen had ik het uit en meteen wist ik: dit wordt mijn grote opera, mijn grand opéra. Op de derde dag heb ik de eerste akkoorden gecomponeerd”, aldus Henderickx. De componist werkte twee jaar aan de partituur. De Poolse dramaturg Krystian Lada schreef het libretto naar het oorspronkelijke werk van Stefan Hertmans. Lada’s tekst is voornamelijk Engelstalig, maar bevat ook passages in het Hebreeuws, Latijn en Aramees.
De opera ging in première op 10 mei 2022 bij Opera Ballet Vlaanderen, in het operagebouw van Antwerpen. Beeldend kunstenaar Hans Op de Beeck stond in voor de regie, de scenografie en het kostuumontwerp. Dirigent Koen Kessels leidde het Symfonisch Orkest van Opera Ballet Vlaanderen, de Belgische sopraan Lore Binon zong de titelrol. Naast leden van het Koor en het Kinderkoor van Opera Ballet Vlaanderen maakte ook een Antwerps stadskoor deel uit van de bezetting.
De wereldcreatie was een coproductie van Opera Ballet Vlaanderen met Opéra de Rouen Normandie., in samenwerking met Muziektheater Transparant.

## Synopsis

### Eerste bedrijf
Het is de herfst van 1070 in Rouen, Frankrijk. De Normandiër Gudbrandr en zijn vrouw Lutgardis, die Vlaamse roots heeft, laten als welgestelde christenen hun pasgeboren dochter Vigdis Adelaïs dopen in de kathedraal. Zeventien jaar later, in de lente van 1087, luistert Vigdis in de aangrenzende kamer naar een verhitte discussie tussen haar ouders. Gudbrandr laat zich kritisch uit over de politieke corruptie binnen de Katholieke Kerk. Hij verlangt naar vrede tussen het jodendom, het christendom en de islam en klaagt het woekerende antisemitisme aan. Zijn vrouw daarentegen beschuldigt het Joodse volk ervan dat ze de heilige stad Jeruzalem in handen van de Islamitische Saracenen lieten vallen. Vigdis is verliefd op David Todros, een joodse student uit Narbonne. Ze neemt haar gouvernante in vertrouwen, maar zij waarschuwt dat hun liefde verboden is. Als ook haar vader dat te weten komt en woedend reageert, besluit Vigdis met David te vluchten naar zijn thuisstad.
Het is zomer. Op de vlucht voor de ridders van Gudbrandr biedt een oplichter het paar een schuiloord aan in ruil voor een nacht met Vigdis. Al snel wordt hij echter meegesleurd door een narrenparade die wordt aangevoerd door een valse profeet. De geliefden beleven hun eerste nacht samen en David geeft Vigdis haar Hebreeuwse naam: Hamoutal. Ze voelt zich verscheurd tussen het christelijke en het joodse geloof. In de herfst van 1087 komen ze aan in Narbonne. Vigdis/Hamoutal beleeft het joodse bekeringsritueel dat geleid wordt door Davids vader Rabbi Todros. Ze is zwanger. De geliefden huwen.
Enkele maanden later moeten Hamoutal en David opnieuw vluchten. Gudbrandr zit hen op de hielen. Onderweg naar hun toevluchtsoord Moniou prevelt Vigdis een christelijk gebed. David is woedend: als ze ooit zou terugkeren, waarschuwt hij, zou ze als ketter verbrand worden. Het is 1096, Hamoutal en David hebben een leven opgebouwd in Moniou met hun drie kinderen. De dorpsnar Urbanus, naamgenoot van paus Urbanus II die in 1095 oproept tot de Eerste Kruistocht, declameert zijn haat tegenover de Arabische volkeren en zaait angst bij de dorpsbewoners.
Raymond van Toulouse en zijn soldaten houden halt in Moniou. Ze maken deel uit van de Eerste Kruistocht. Als de joodse gemeenschap weigert haar synagoge op te geven als onderkomen voor de ridders leidt dat tot een bloederige pogrom. Twee ridders proberen de gevluchte Hamoutal te verkrachten. Als David dat probeert te verhinderen, wordt hij vermoord. Vigdis ziet hoe haar twee oudste kinderen, Yaakov en Yusta, ontvoerd worden door soldaten.

### Tweede bedrijf
Hamoutal besluit haar kinderen achterna te reizen. Ze volgt de Kruistocht richting Jeruzalem. Onderweg naar Marseille overdenkt ze haar leven met haar baby op de arm. Ze weet niet meer tot welke God te bidden. In de stad aangekomen krijgt een reder de aanbevelingsbrief te lezen die Obadiah, Rabbi van Moniou, voor haar schreef. Hij zal haar veilig tot Genua brengen en van daaruit reist ze verder tot Alexandrië. Ze is uitgeput als ze aankomt. In de woestijn ontwaakt ze terwijl twee vrouwen een ritueel met haar uitvoeren. De vrouwen proberen Hamoutal te verkopen op de slavenmarkt. De koopman Embriachi neemt haar mee. Hij gaat aanvankelijk erg zorgzaam met haar om, maar onderweg naar Fustat verkracht hij haar. Hamoutals baby sterft.
Twee jaren gaan voorbij. In Nájera vertelt Rabbi Todros aan Rabbi Obadiah over Hamoutal. In Fustat hertrouwde ze en bouwde een nieuw leven op. Toen ze hoorde dat Yaakov en Yusta nog leven en bij haar ouders zijn, reisde ze terug. Ze nam de veiligste route langs Noord-Spanje. Het is 1098, in Nájera aangekomen wordt Hamoutal herkend als de vermiste Vigdis. Uitzinnig van woede verwenst ze de aanwezige christelijke priester en de ridders. Ze noemt zich de joodse Hamoutal, en vervloekt God en iedereen die haar kinderen, David en haarzelf zo veel leed berokkende. Ze wordt als heks op de brandstapel gezet, maar de aanwezige Rabbi’s Todros en Obadiah kopen haar vrij. Vigdis vlucht opnieuw. Het is ondertussen de lente van 1099. Rabbiah Obadiah vindt Vigdis/Hamoutal in Moniou. Ze is gebroken, waart rond in de restanten van de synagoge en sterft. Obadiah zingt een kaddisj, een rouwgebed als een lofzang op de compassie.

## Compositie
De opera kent een uitzonderlijk grote bezetting. Het werk is geschreven voor solisten, koor, stadskoor, kinderkoor en symfonisch orkest, aangevuld met instrumenten als de oed, kanun en doedoek. Ook bevat de partituur elektronische soundscapes. Henderickx’ compositie slaat een brug tussen muzikale talen. In zijn partituur vloeien invloeden vanuit de westerse oude muziek, het modernisme en de filmmuziek samen met zowel Joodse alsook Arabische tradities tot een hedendaagse opera.

## Rolverdeling
- VIGDIS - sopraan
- DAVID, haar geliefde / SHIPOWNER / EMBRIACHI / COMMANDER - bariton
- CHAPERON / AGATHA / SECOND DESERT WOMAN - sopraan
- LUTGARDIS, haar moeder / FAKE MESSIAH / FIRST DESERT WOMAN / INNKEEPER- mezzosopraan
- CELEBRANT / URBANUS / PRIEST / SECOND ARMOURED MAN - tenor
- RABBI OBADIAH - bariton
- GUDBRANDR, haar vader / SWINDLER / RABBI TODROS / RAYMOND / FIRST ARMOURED MAN - bas
- VIGDIS IN HAAR DROMEN - danser
- GEMENGD KOOR, KINDERKOOR EN STADSKOOR
- 3 solisten uit het kinderkoor
- Knight 1 (bariton) en Knight 2 (tenor), solisten uit het gemengd koor